# Morava (odbočka)
Morava (nebo též Odb Morava) byla odbočka, která se nacházela v km 71,997 trati Hanušovice – Dolní Lipka mezi stanicemi Hanušovice a Podlesí. V odbočce se od této tratě odpojovala lokálka do Starého Města pod Sněžníkem, odbočka ležela v km 1,827. Byť toto odbočení stále existuje a používá se, nejedná se o odbočku, ale součást stanice Hanušovice. Poblíž místa se nachází zastávka Hanušovice zastávka, která je od někdejší odbočky vzdálená 288 m ve směru na Staré Město pod Sněžníkem. Někdejší odbočka leží na katastru Hanušovic.

## Historie
Odbočka byla zprovozněna 4. října 1905 současně s otevřením tratě do Starého Města pod Sněžníkem, která se v odbočce napojila na starší Moravskou pohraniční dráhu. Ještě v roce 1994 byla odbočka uváděna jako samostatná dopravna, posléze byla začleněna do stanice Hanušovice, jejíž součástí byla minimálně od roku 1998. Byť byla původně uváděna jako obvod stanice pod názvem Hanušovice-Morava, v roce 2021 už není v rámci stanice Hanušovice nijak odlišena a je její integrální částí. Už v roce 2016 bylo původní stavědlo odbočky opuštěné a zdevastované.

## Popis odbočky
V závěru své samostatné existence byla odbočka vybavena elektromechanickým zabezpečovacím zařízením s ústředně stavěnými výhybkami se závorníky. Všechna návěstidla byla již v té době světelná. Sousední stanicí ve směru na Dolní Lipku bylo Podlesí.
Po začlenění do Hanušovic už byla odbočka neobsazena, neboť zabezpečovací zařízení bylo zahrnuto do hanušovického elektromechanického stavědla. Výhybky byly opatřeny elektromotorickými přestavníky, jednalo se o dvě výhybky: jedna na rozdělení tratí a druhá na odvratnou kolej ve směru od Starého Města. Stanice Podlesí již v té době nefungovala a sousední stanicí v tomto směru tak byl Červený Potok. Vjezdová návěstidla byla označena ML (od Starého Města) a PL (od Červeného Potoka), ve směru od hlavního kolejiště stanice Hanušovice byla odbočka kryta hlavním návěstidlem S101.
V roce 2016 proběhla ve stanici Hanušovice a tedy i v bývalé odbočce instalace nového staničního zabezpečovacího zařízení. V roce 2021 už není sousední stanicí ani Červený Potok, ale až Dolní Lipka. Konfigurace někdejší odbočky je stále stejná (tj. dvě výhybky zahrnuté do stavědla ESA 11, které ovládá výpravčí v Hanušovicích pomocí rozhraní JOP), vjezdová návěstidla jsou označena DL (od Dolní Lipky) a ML (od Starého Města), ve směru od hlavního hanušovického kolejiště je odbočení kryto odjezdovým návěstidlem S104.